# 原碲酸铋
原碲酸铋是铋形成的碲的含氧酸盐之一，化学式为Bi2TeO6。它可由四价铋相应的化合物高温氧化得到：
2 Bi2TeO5 + O2 → 2 Bi2TeO6
它是正交晶系晶体，空间群Cmca。它与Bi2MoO6和Bi2WO6同构。它在800 °C分解，生成Bi6Te2O15和2Bi2O3·3TeO2+x。